# On The Wrong Trek
On The Wrong Trek ist ein 1936 in die Kinos gekommener Kurzfilm, in dem Charley Chase die Hauptrolle spielt. Stan Laurel und Oliver Hardy haben als  bekanntes Komikerduo einen kurzen Auftritt.

## Handlung
Im Büro der Salt Lake Investment Company wartet man auf die Rückkehr des Chefs, Charley Chase, aus dem Urlaub in Michigan. Chase erzählt ihnen jedoch, dass seine Schwiegermutter nach Kalifornien wollte ... und „Mutter weiß es am besten!“ Nun wird gezeigt, was passiert ist: Chase, seine Frau und ihre Mutter fahren mitten in Kalifornien nach dem Halt an einer Tankstelle an mehreren Trampern vorbei. Chase lehnt es entgegen dem Vorschlag seiner Schwiegermutter ab, jemanden mitzunehmen.
Etwas weiter täuscht eine Gaunerbande einen Unfall vor. Chase hält an, um zu helfen, obwohl Schwiegermutter ihn zur Vorsicht mahnt. So werden sie all ihrer Kleidung und ihres Autos beraubt. Die Reise muss in dem ramponierten Auto der Ganoven in der Kleidung der Landstreicher fortgesetzt werden. Nun geht das Benzin aus. Ein älteres Ehepaar ist hilfsbereit und muss nach allerlei Dummheiten zusehen, wie ihr eigenes Auto über eine kleine Felskante rollt und zerschellt. Ohne Entschuldigung aber mit Benzin fährt Chase mit Frau und Schwiegermutter davon.
An der Staatsgrenze zu Nevada gibt es eine Straßensperre der Polizei, an der Chase, nachdem er sich eine Zeit lang mit einem Polizisten angebrüllt hat, umdrehen muss. Nachts hält Chase auf einer Lichtung, auf der einige Landstreicher (hobos) um ein Lagerfeuer sitzen und ein paar Schwarzen beim Musizieren zuhören. Chase und die Damen werden eingeladen, zu bleiben, wenn sie etwas zur Unterhaltung beitragen. Chase wird von seiner Schwiegermutter gedrängt, sein Gesangstalent einzubringen.
Am nächsten Tag ist Chase auf dem Highway unterwegs, als das Auto plötzlich stehen bleibt. Es bleibt nur, zu trampen. Um die Sache zu beschleunigen, täuscht die Gruppe nun selbst einen Unfall vor. Damit gelingt den Dreien nichts anderes, als im Gewahrsam der Polizei zu landen.
Die Rückblende endet. Wieder in der Gegenwart des Büros, tritt der neue Bezirksleiter der Firma auf. Es ist kein anderer als der freundliche Herr, dessen Auto von Chase geschrottet worden war. Das Ende ist vorhersehbar.

## Produktion
On The Wrong Trek kam am 18. April 1936 im Verleih von Metro-Goldwyn-Mayer (MGM) in die Kinos.
Stan Laurel und Oliver Hardy treten als Tramper auf. Sie haben nur eine durchgehende Szene von 14 Sekunden Länge. Ein wenig später bemerkt die Schwiegermutter gegenüber Chase: „another fine mess you've gotten us into“. Dies ist eine sehr direkte Anspielung auf Hardys oft (falsch zitierten) berühmten Satz, der richtig „another nice mess“ lautet.
Laurel und Hardys Auftritt ist ohne Text. Der größte Gag besteht darin, dass sie das Daumenzeichen als Anhalter in gegensätzliche Richtungen machen. Chase quittiert den Anblick der beiden im Vorbeifahren mit dem für Laurel stets typischen Kratzen seines Kopfes.
Es handelt sich um einen der letzten Kurzfilme, den Chase mit Hal Roach drehte; er wechselte kurz darauf zu den Columbia Studios. Laurel und Hardy drehten im April 1936 bereits keine Kurzfilme mehr, stellten ihre Popularität aber gerne einem guten Kollegen wie Chase zur Verfügung, der sie unter anderem bei der Produktion des Films Sons Of The Desert unvergesslich unterstützt hatte.

## Kritik
„Eine urkomische Charley Chase-Komödie“, heißt es auf der offiziellen Laurel & Hardy Website.
Die Szene, in der Chase und Rosina Lawrence vor den Hobos singen und tanzen, dauert mehr als 4 Minuten eines 18-minütigen Films. Die Vorstellung der beiden ist zweifelsfrei gut, bringt die Handlung aber zum Stillstand und die Heiterkeitskurve zum Absturz.
Der Movie Blog meint, die Laurel und Hardy-Anspielungen seien das einzige Amüsement, das man in diesem „lustlosen Kurzfilm“ finden kann. Es seien viele niedliche, aber nicht recht gelungene Witze über die Verlierer der Depression in Kalifornien zu finden. On The Wrong Trek könne man sich aus purem Interesse ansehen, aber wohl nicht mehr als einmal.